# 施润玖
施润玖（1969年—），中国北京电影人。
自1992年毕业于中央戏剧学院导演系后，他继续为音乐电视网导演了很多纪录片和音乐视频。
他分别为张艺谋和吕乐的影片《活着》和《赵先生》担任副导演。他的第一部故事片是《美丽新世界》（1998年），一部关于在彩票中中得上海一栋公寓的农民的浪漫喜剧。
施润玖为艺玛电影技术有限公司工作，是中国第六代电影人成员。他认为自己的作品是改变中国社会习俗的解释。

## 电影作品
| 年份 | 中文标题   | 英文标题              | 注释                               |
| ---- | ---------- | --------------------- | ---------------------------------- |
| 1999 | 美丽新世界 | A Beautiful New World | 1999年夏威夷国际电影节评委会特别奖 |
| 2001 | 走到底     | All the Way           | 2001年柏林国际电影节正式评选作品   |